# Szlávik István (orvos)
Felsődraskóczi Szlávik István (Budapest, Józsefváros, 1908. december 13. – Budapest, Józsefváros, 1959. május 25.) orvos, röntgenológus.

## Élete
Szlávik István (1883–1950) és Ormai Aranka gyógyszerész házaspár fiaként született. Testvére Szlávik Edith gyógyszerész volt, férjezett Kovács Pálné. A Budapesti VIII. kerületi Magyar Királyi Állami Zrínyi Miklós Reálgimnáziumban érettségizett (1926).
1937. május 29-én a budapesti Pázmány Péter Tudományegyetemen avatták orvosdoktorrá. Oklevelének megszerzése után az Egyetemi Röntgen-intézet tanársegédje volt. A második világháborút követően a Magánalkalmazottak Biztosító Intézete (MABI) röntgenosztályát vezette. 1952-től a Dologház utcai Rendelőintézet, majd a Szent János Kórház főorvosa lett. 1956-ban megbízták a Fővárosi Balassa János Kórház röntgenosztályának vezetésével.
Szakorvosi működése alatt a röntgendiagnosztika és terápia tárgyköréből 19 tudományos dolgozata jelent meg. Több tankönyv megírásában vett részt, számos előadást tartott. A Radiológus Szakcsoport vezetőségi tagja volt.
A budapesti Farkasréti temetőben helyezték nyugalomra. Munkatársai nevében dr. Sebők Zoltán egyetemi docens, a kórház dolgozói nevében dr. Orbán György helyettes igazgató-főorvos búcsúztatta. 

## Díjai, elismerései
- Kiváló orvos (posztumusz, 1959)[7]

## Származása
| Szlávik István (Budapest, 1908. dec. 13.– Budapest, 1959. máj. 25.) radiológus | Apja: Felsődraskóczi Szlávik István (Soroksár, 1883. dec. 25.– Budapest, 1950. febr. 3.) gyógyszerész, vegyész | Apai nagyapja: Felsődraskóczi Szlávik Kornél István Pongrác (Nagykálló, 1859. dec. 7.– Budapest, 1905. okt. 31.) gyógyszerész | Apai nagyapai dédapja: Felsődraskóczi Szlávik Pongrác nagykállói szolgabíró |
| Szlávik István (Budapest, 1908. dec. 13.– Budapest, 1959. máj. 25.) radiológus | Apja: Felsődraskóczi Szlávik István (Soroksár, 1883. dec. 25.– Budapest, 1950. febr. 3.) gyógyszerész, vegyész | Apai nagyapja: Felsődraskóczi Szlávik Kornél István Pongrác (Nagykálló, 1859. dec. 7.– Budapest, 1905. okt. 31.) gyógyszerész | Apai nagyapai dédanyja: Hoffmann Leontina                                   |
| Szlávik István (Budapest, 1908. dec. 13.– Budapest, 1959. máj. 25.) radiológus | Apja: Felsődraskóczi Szlávik István (Soroksár, 1883. dec. 25.– Budapest, 1950. febr. 3.) gyógyszerész, vegyész | Apai nagyanyja: Gáborjáni Szabó Ilona (Fehérgyarmat, 1851. febr. 19.– Budapest, 1919. dec. 26.)                               | Apai nagyanyai dédapja: Gáborjáni Szabó József ügyvéd                       |
| Szlávik István (Budapest, 1908. dec. 13.– Budapest, 1959. máj. 25.) radiológus | Apja: Felsődraskóczi Szlávik István (Soroksár, 1883. dec. 25.– Budapest, 1950. febr. 3.) gyógyszerész, vegyész | Apai nagyanyja: Gáborjáni Szabó Ilona (Fehérgyarmat, 1851. febr. 19.– Budapest, 1919. dec. 26.)                               | Apai nagyanyai dédanyja: Barra Karolina                                     |
| Szlávik István (Budapest, 1908. dec. 13.– Budapest, 1959. máj. 25.) radiológus | Anyja: Ormai Aranka (1903-ig Ornstein Aranka) (Nógrád, 1885. okt. 10.–?) gyógyszerész                          | Anyai nagyapja: Ornstein Adolf kereskedő                                                                                      | Anyai nagyapai dédapja: n. a.                                               |
| Szlávik István (Budapest, 1908. dec. 13.– Budapest, 1959. máj. 25.) radiológus | Anyja: Ormai Aranka (1903-ig Ornstein Aranka) (Nógrád, 1885. okt. 10.–?) gyógyszerész                          | Anyai nagyapja: Ornstein Adolf kereskedő                                                                                      | Anyai nagyapai dédanyja: n. a.                                              |
| Szlávik István (Budapest, 1908. dec. 13.– Budapest, 1959. máj. 25.) radiológus | Anyja: Ormai Aranka (1903-ig Ornstein Aranka) (Nógrád, 1885. okt. 10.–?) gyógyszerész                          | Anyai nagyanyja: Berger Rozália                                                                                               | Anyai nagyanyai dédapja: n. a                                               |
| Szlávik István (Budapest, 1908. dec. 13.– Budapest, 1959. máj. 25.) radiológus | Anyja: Ormai Aranka (1903-ig Ornstein Aranka) (Nógrád, 1885. okt. 10.–?) gyógyszerész                          | Anyai nagyanyja: Berger Rozália                                                                                               | Anyai nagyanyai dédanyja: n. a.                                             |